# 長浜海浜公園

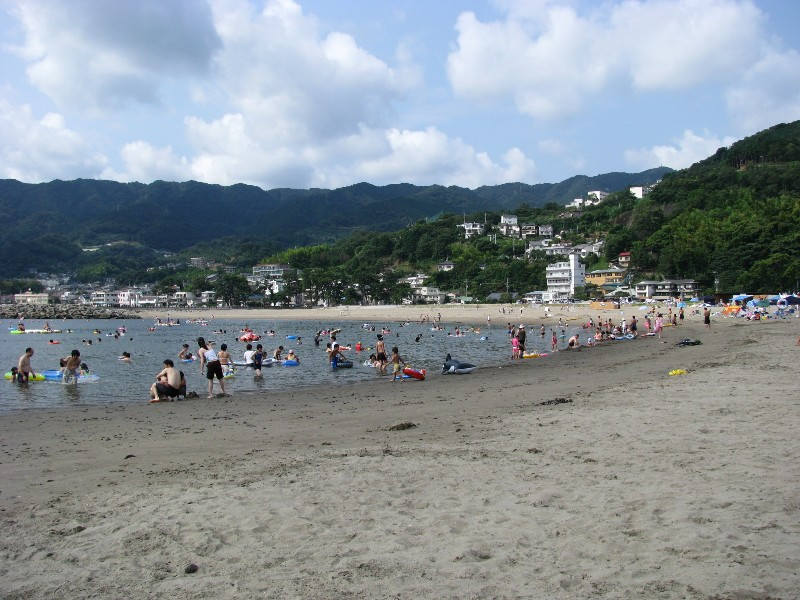
長浜海水浴場

長浜海浜公園（ながはま かいひんこうえん、英: Nagahama Beach Park）とは、静岡県熱海市上多賀に所在する、長浜海水浴場（ながはま かいすいよくじょう、英: Nagahama Beach）と一体化した公園。

## 概要
上多賀地区の南東、400メートルに渡って造成されている人工海浜である長浜海水浴場と、国道135号に挟まれる形で立地している。
元々この場所には自然海浜の長浜（ながはま）が広がっていたが、将来的な国道135号のバイパス工事も念頭に置いた埋め立て工事が行われ、2004年（平成16年）に長浜海水浴場が人工海浜として再オープンし、隣接した長浜海浜公園も段階的に整備され現在に至っている。海浜には千葉県富津市の山砂が使用されている。
本来の計画では、現在の海水浴場・海浜公園は「北半分」の第1工区に相当するものであり、2010年（平成22年）頃までには「南半分」の第2工区の工事も終え、海水浴場・海浜公園は現在の倍の規模になる予定だったが、齊藤栄市政下での財政再建と時期が重なってしまったため、「南半分」は手つかずのまま計画は凍結された状態になっていた。
しかし、2021年（令和3年）11月に、市が同年7月の伊豆山の土砂災害で発生した大量の土砂を活用しつつ、(親水公園の第4工区と共に) 長浜海浜公園・南工区の埋め立て工事も行う方針が、示された。工事は2024年度（令和6年度）中の完成を予定している。

## アクセス
電車の場合、伊東線の伊豆多賀駅から、坂を下って徒歩数分。
乗用車での出入り口は、
- 熱海自然郷・頼朝ライン・上多賀中心地方面（旧道）から国道135号に出る、「上多賀交差点」の先（北口）
- 伊豆多賀駅から南東へと下って来て国道135号に出る、温泉宿やどかり脇の交差点の先（南口）

の2か所。
路線バスのバス停としては、
- 「多賀港入り口」 - 北口付近。
- 「長浜」 - 南口付近。
- 「海水浴場」 - 第2工区正面。

の3つがある。

## 周辺
西方の山の手には伊豆多賀駅と熱海高校があり、北東には大川の河口を挟んで熱海高校ヨット部艇庫が併設された戸又港（伊豆多賀港）がある。
西脇の道路（国道135号）を挟んだ向かいには以下のような飲食店・温泉宿がある。
飲食
- 和 nagomi - カフェ・軽食。
- 民宿いなほ - 刺身定食など。
- のぐち - ラーメン・中華。
- 松福(しょうふく) 長浜海岸店 - ラーメン・中華。
- アフターデイズ - パイ包み・洋食。
- ドライブイン 熱海プリン食堂 - 軽食・デザート。
- えんや - 鉄板焼き・お好み焼き。
- 民宿みやこ荘 - 刺身定食など。

温泉宿
- 民宿いなほ
- アフターデイズ - ペンション。
- (シーサイドいずたが(共済組合保養所))
- 温泉宿やどかり
- 長濱苑
- 民宿みやこ荘（食事・入浴のみも可）
- 味と湯の宿 ニューとみよし（入浴のみも可）
- 潮騒の宿 ふじま
- オーベルジュ フォンテーヌ・ブロー熱海

南方には、国道135号沿いに「第2工区」予定地だった海岸線が、宮川（下多賀神社の脇を流れる川）河口や池田港（下多賀港）に至るまで伸びており、周辺には以下のような店舗がある。
- 山佐ひもの店
- ファミリーマート バーディ南熱海店
- 八木酒店
- 博龍 - ラーメン・中華。
- くるまやラーメン 熱海多賀店
- TOPANGA(トパンガ) - カフェ・軽食。
- モスバーガー 熱海下多賀店
- まきた - 和食。
- 旬蔵(しゅんくら) - 和食。

## 構成
- 遊歩道 - 海沿い一帯
- 芝生広場
  - 北側芝生広場 - 北端
(火曜  : グランドゴルフ練習場、土日9時-17時 : 臨時駐車場)
  - 中央芝生広場
- 駐車場
  - (北側芝生広場 臨時駐車場)
  - 北側駐車場 - 27台
  - (芝生駐車場)
  - 南側駐車場 - 117台（9時-17時）
- トイレ（北駐車場向、うみえ〜る内）
- 大型遊具 - 中央芝生広場 北脇
  - 6カ月-3歳未満対象遊具ゾーン
    - すくすく島

  - 3歳-6歳対象 幼児遊具ゾーン
    - 海賊船
    - ミニシーソー

  - 6歳-12歳対象 児童遊具ゾーン
    - 海底都市遊具（複合滑り台）
      - ロングスライダー
      - ショートスライダー
      - ドーム型回転スライダー
      - クネクネスライダー
      - 幅広スライダー

    - クジラのジャングルジム

- うみえ～る長浜（9:00-17:00） - 南部
  - 多賀観光協会（観光案内）
  - 救護室
  - 足洗い場・外流し
  - 温水シャワー（夏季）
  - コインロッカー（夏季）
  - デッキプラザ - 南部・屋根下
    - 地場物産直売所（土日、10:00-15:00）
    - オープンカフェ（土日、10:00-15:00）
    - 足湯（土日、10:00-15:00）
- イベント広場 - 「うみえ〜る」南脇
- 中央広場 - 南端

## 長浜海水浴場
- 開設期間 : 7月中旬〜8月末
- 時間 : ９:00-17:00
- 担当部署 : 熱海市 観光建設部 公園緑地課
- 運営
  - 多賀観光協会：臨時駐車場・オープンカフェ・うみえーる長浜の更衣室・シャワー室
  - 長浜海水浴場組合：海の家、フードコート
  - 多賀商業組合：海水浴備品の販売・レンタル
  - 多賀料飲組合：フードコート
  - ウォータークラフト協会：バナナボート・水上バイクの試乗体験など
- 夏季臨時駐車場（8:00-17:00、約400台）
  - 普通車 : 一般1000円、市民・宿泊者500円
  - バイク : 500円
  - マイクロバス（要予約） : 2000円
  - 大型バス（要予約） : 3000円
- 花火広場（19:00-21:00、利用無料、花火販売有）

## イベント
- ながはま特設市 - 毎月[7]。
- 南熱海お宿グルメフェスタ - 季節ごと年数回。
- どんど焼き - 1月第2日曜日。
- 網代温泉ひもの祭り - 2月（11月-1月は大縄公園）。
- 多賀わかめ祭り - 例年2月。
- 南熱海アクアスロン大会 - 5月。
- 伊豆多賀海上花火大会 - 8月12日。
- 百八体流灯祭 - 8月16日。
- 熱海ヒストリカGP - 例年9月。
- 上多賀地区体育祭 - 10月上旬。
- 南熱海絶景夕空マラソン - 11月頃。

## 沿革
- 2004年（平成16年） - 長浜海水浴場（人工海浜）オープン[1]。
- 2010年（平成22年） - 休憩施設「うみえ～る長浜」オープン[8]。
- 2017年（平成29年）3月 - 大型遊具設置。